# پاتریسیا ریبرو
پاتریسیا ریبرو (به انگلیسی: Patricia Ribeiro) (زاده ۱۱ اکتبر ۱۹۸۱)خواننده، ترانه‌سرا پرتغالی است.
او یک زن ترنس است.